# المخفر (فلم)
"'المخفر"' (بالإنجليزية: The Outpost) هو فيلم حربي دراما أمريكي بلغاري من إخراج رود لوري وبطولة سكوت إيستوود،كيلب لاندري جونز،أورلاندو بلوم وكوري هاردريكت.